# Patience, patience, t'iras au paradis !

Patience, patience, t’iras au paradis ! est un documentaire d'Hadja Lahbib, consacré à six femmes immigrées en Belgique. 
Leur rencontre avec l'artiste marocaine Tata Milouda marque le début de leur nouvelle vie. Le film suit leur parcours de Bruxelles à New York en passant par le Maroc,, ou encore les forêts ardennaises ou la côte belge qu'elles découvrent pour la première fois après des dizaines d'années de présence en Belgique.

## Diffusion
Le documentaire a été projeté au Cinéma Vendôme à Bruxelles et aux Grignoux à Liège. 
Sa sortie a été évoquée dans les principaux médias francophones belges, notamment Le Soir, La Libre Belgique  et la RTBF.

## Récompense
Prix Iris Europa 2015 (récompense le meilleur programme de télévision de l'année sur le sujet de la diversité culturelle.)